# 1907年7月25日月食
1907年7月25日月食为一次在协调世界时1907年7月25日出現的月偏食。該次月食半影食分為1.584、全影食分為0.621。偏食維持了79分。

## 概述
這次月食的食分是20.23，偏食維持了79分。

## 基本參數
- 類型：月偏食
- 食甚資料：
  - 日期：1907年7月25日
  - 時間：4:22
  - 月球位置：赤經20.23度、赤緯-20.6度
  - 食分：半影食分：1.584、全影食分：0.621
  - 持續時間：偏食79分

|            |
| 能見度地圖 |

## 外部連結
- NASA月食專頁（页面存档备份，存于）（英文）
- . Stockton Independent. 1907-07-25  [2021-11-26]. （原始内容存档于2021-11-26） （英语）.